# Olympische Sommerspiele 2004/Teilnehmer (Singapur)
| Gelbes Symbol für Goldmedaillen mit stilisierten Olympischen Ringen | Graues Symbol für Silbermedaillen mit stilisierten Olympischen Ringen | Braundes Symbol für Bronzemedaillen mit stilisierten Olympischen Ringen |
| ------------------------------------------------------------------- | --------------------------------------------------------------------- | ----------------------------------------------------------------------- |
| —                                                                   | —                                                                     | —                                                                       |

Singapurische Teilnehmer an den Olympischen Sommerspielen 2004 in Athen.
| Sportart       | Name                                      | Disziplinen                               |
| -------------- | ----------------------------------------- | ----------------------------------------- |
| Badminton      | Ronald Susilo                             | Herreneinzel                              |
| Badminton      | Li Li Jiang Yanmei                        | Dameneinzel                               |
| Leichtathletik | Poh Seng Song                             | 100 m Herren                              |
| Leichtathletik | Zhang Guirong                             | Kugelstoßen Damen                         |
| Schießen       | Lee Wung Yew                              | Trap Herren                               |
| Segeln         | Stanley Than Kheng Siong                  | Laser                                     |
| Schwimmen      | Joscelin Yeo                              | 100 m Schmetterling und 200 m Lagen Damen |
| Schwimmen      | Nicolette Teo Wei Min                     | 100 m und 200 m Brust Damen               |
| Schwimmen      | Christel Bouvron Mei-Yen                  | 200 m Schmetterling Damen                 |
| Schwimmen      | Mark Chay Jung Jun                        | 100 m und 200 m Freistil Herren           |
| Schwimmen      | Gary Tan Lee Yu                           | 200 m Lagen Herren                        |
| Tischtennis    | Li Jia Wei; Jing Jun Hong; Zhang Xue Ling | Dameneinzel und Damendoppel               |
| Tischtennis    | Tan Paey Fern                             | Damendoppel                               |